# Гимназия Креймана
Гимназия Креймана — одна из первых частных школ Москвы. С 1874 по 1904 годы занимала особняк Губина на Петровке.

## История
В 1857 году «высочайшим повелением» было разрешено открывать частные учебные заведения. В Москве в числе первых 2 октября 1858 года была открыта школа-пансион Франца Ивановича Креймана (1828—1902). Она разместилась на 1-й Мещанской в приходе несохранившегося храма Адриана и Наталии. На первый урок пришло только 7 человек. Тем не менее через год в ней уже было 20 учеников, через 8 лет — 210; в 1870—161; в 1904—203.
В основу педагогической системы Креймана была положена выработанная в Западной Европе классическая образовательно-воспитательная программа, главной задачей считалась подготовка учащихся в университет. Преподавательский состав состоял из ведущих учёных, профессоров и известных священнослужителей.
22 декабря 1865 года император Александр II даровал право «переименовать содержимый г. Крейманом частный пансион в частную мужскую гимназию», что позволяло успешным выпускникам поступать в университет и прочие высшие учебные заведения на одинаковых правах с выпускниками правительственных гимназий.
Школа считалась одной из лучших в Москве. Крейман принимал к себе всех исключённых из казённых гимназий учеников — с целью их перевоспитания. При этом школа была одной из самых дорогих. Это был пансион, где мальчики не только учились, но и жили; большинство учеников оставалось в стенах гимназии даже на каникулах. Крейман пытался создать для них домашнюю обстановку, но его гимназия отчасти напоминала нестрогий монастырь. Религия понималась как один из основных способов правильного воспитания. Франц Иванович Крейман полагал:

Только через школу добровольного, сознательного подчинения правилам, только путём самоограничения и может развиться в детях способность к самообладанию и нравственному самоопределению; только в такой школе могут выработаться строгие к себе самим, но зато уверенные в себе характеры.— Инга Томан, «Первая мужская частная гимназия»
Школа была известна особо строгой дисциплиной: «Наказаний старались избегать (как и поощрений, чтобы не развивать самомнение). До 1871 года не было даже отметок. Но жизнь диктовала свои условия, и наказания все-таки были в виде порицательной записи в журнал, оставления после уроков и проч. Высшей мерой было исключение, следовавшее за такие преступления, как обман, кража, дерзость. Не допускались прогулы, опоздание после каникул, чтение посторонних книг, длинные волосы, курение, списывание, подсказки и даже какие-то покупки без ведома воспитателя. Нормой была перлюстрация писем. Для многих гимназия Креймана была настоящим пугалом. Будущий академик Алексей Шахматов с радостью ушёл отсюда в 4-ю казённую гимназию. А отец Ильи Эренбурга напоминал сыну, приносившему дурные отметки, что когда его исключат, придётся идти к Крейману».
Кроме гимназических классов в ней существовало реальное отделение; таким образом гимназия старалась удовлетворить по возможности разнородным требованиям общества. Обучение велось с 20 августа по 26 мая, после чего проводились годичные испытания.
В 1901 году Франц Иванович передал руководство гимназией своему сыну, Рихарду Францевичу. Гимназия Креймана существовала на Петровке до 1905 года, пока не переехала в специально для неё построенное здание в Старопименовском переулке (дом № 5) — трёхэтажное кирпичное здание в классицистическом стиле с полукруглым балконом на втором этаже было построено членами Общества выпускников гимназии Креймана на их собственные деньги в 1904—1905 годах архитектором Николаем Шевяковым. Гимназия предреволюционных лет описана в произведении М. Агеева «Роман с кокаином» (1934).
После революции частная гимназия, как и все остальные помещения и организации со всем их имуществом, была национализирована новой властью. Некоторое время в здании находилась польская школа. В доме № 5 в Старопименовском переулке продолжала работать школа: с 1925 году — советская школа, которая в 1931 году в результате постановления ЦК ВКП(б) «О начальной и средней школе» получила статус образцовой и номер 25; с 1937 года — школа № 175.

## Ученики
В гимназии учились сыновья известного купца Николая Алексеевича Абрикосова (внуки Алексея Ивановича Абрикосова, основателя кондитерской фабрики «Товарищества А. И. Абрикосова сыновей», ныне концерн «Бабаевский»), будущий революционный деятель, участник эмигрантских политических, христианских и общественных движений И. И. Фондаминский, советский революционный писатель С. Д. Масловский-Мстиславский, отпрыски аристократической семьи князей Трубецких — Евгений и Сергей Трубецкие (в 1874—1876), архитектор Роман Клейн (1869—1874), филолог Алексей Шахматов (1874—1878), Николай Кочетов (1875—1883), композитор и дирижёр Василенко, физик А. А. Эйхенвальд, литератор М. Л. Леви, священнослужитель В. П. Свенцицкий, А. А. Бахрушин (1876—1879). Некоторое время в течение четырёх с половиной лет здесь овладевал знаниями юный поэт Валерий Брюсов, пока не был исключён за атеистические идеи и не отдан в Поливановскую мужскую гимназию.
См. также: Выпускники гимназии Креймана

## Педагоги
Среди педагогов было немало известных людей. Закон Божий в ней преподавал протопресвитер Успенского собора в Кремле, профессор богословия Московского университета и Духовной академии Н. А. Сергиевский (с 1875). Русский язык и логику преподавал некоторое время П. М. Хупотский (1872—1877) — бакалавр Московской духовной академии, автор многих статей и переводных материалом по религии и философии. Латинский и древнегреческий языки преподавал Иван Христианович Виберг (1860—1870), затем — будущий министр народного просвещения А. Н. Шварц (1872—1884); греческий язык — Ф. Ф. Фортунатов (1874—1876); русский язык — Л. П. Бельский (с 1878); русскую словесность — П. А. Виноградов (с 1872); историю — П. П. Мельгунов (с 1868) и В. О. Эйнгорн, математику — Д. Ф. Егоров. Естествознание преподавал К. Э. Линдеман — профессор Петровской сельскохозяйственной академии; естественную историю — Л. П. Сабанеев (1874—1878), затем князь Г. Д. Волконский (1877—1880); астрономию — П. К. Штернберг (в течение 22 лет), пение — К. К. Альбрехт (1866—1868). С гимназией связана деятельность семьи Виппер: математику, физику и географию преподавал Ю. Ф. Виппер (1859—1866 и после 1872), историю — его сын, Роберт Юрьевич; учился их внук и сын — будущий искусствовед Борис Робертович Виппер.
См. также: Преподаватели гимназии Креймана